# روبی مورنو
روبی مورنو (انگلیسی: Ruby Moreno؛ زادهٔ ۲۲ سپتامبر ۱۹۶۵) یک هنرپیشه اهل فیلیپین است.